# Johann Georg Friedrich Böhmer
Johann Georg Friedrich Böhmer (* 9. September 1799 in Frankfurt am Main; † 6. Juni 1851 ebenda) war ein Politiker der Freien Stadt Frankfurt.
Johann Georg Friedrich Böhmer war Jurist und wurde 1834 lutherischer Konsistorialrat in Frankfurt am Main. Von 1834 bis 1848 war er als Senator und 1848 als Schöff Mitglied im Senat der Freien Stadt Frankfurt. Von 1817 bis 1821 war er Mitglied des Engeren Rates. Er gehörte dem Gesetzgebenden Körper 1829 bis 1840 und 1850 bis 1851 an. 